# Carl Wallmann

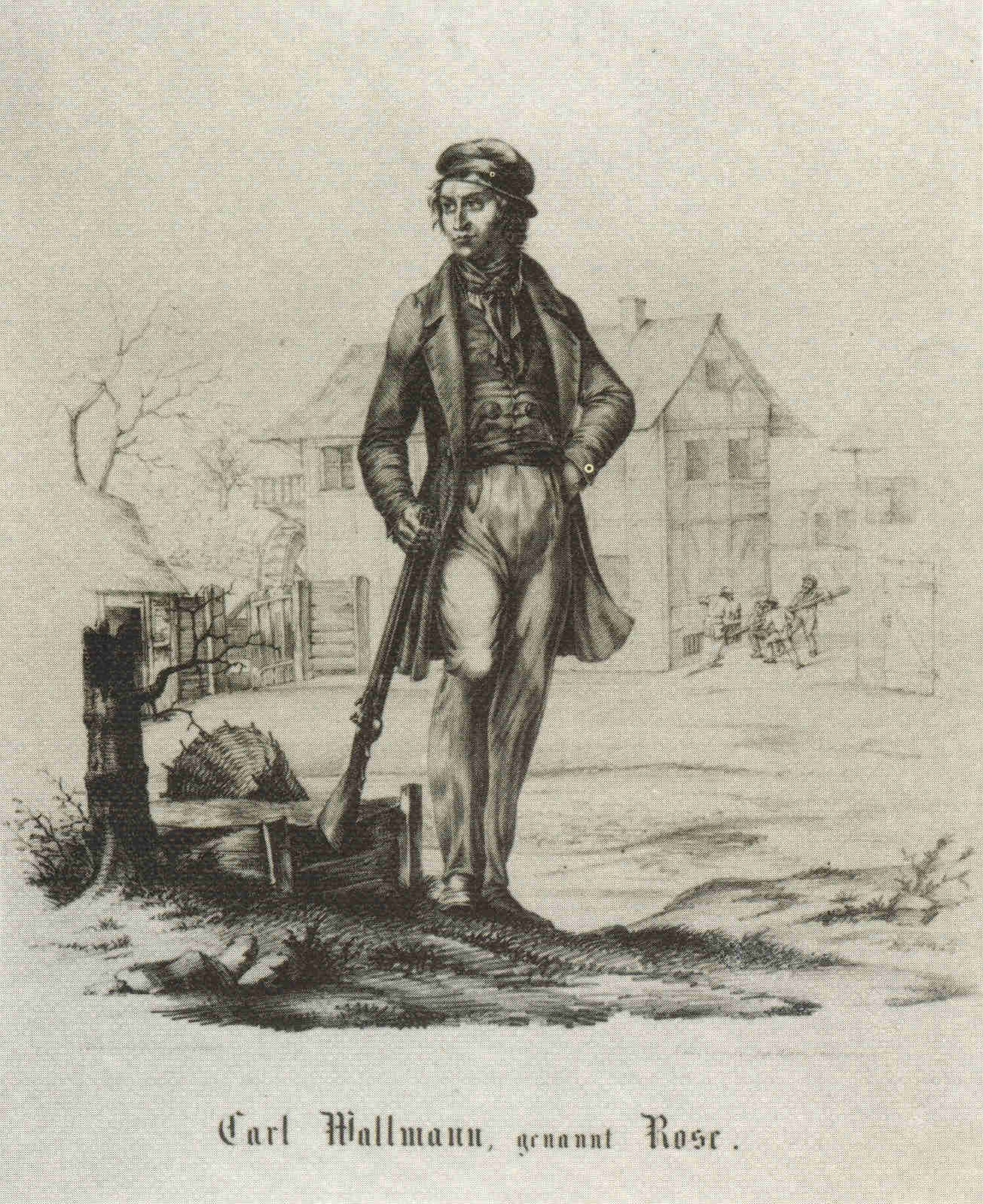
Idealisierende Darstellung des „Räuberhauptmannes Rose“ aus dem 19. Jahrhundert

Heinrich Christian Carl August Wallmann, genannt Räuberhauptmann Rose (* 10. Juni 1816 in Helmstedt; † vermutlich als Emigrant in den Vereinigten Staaten), war ein bekannter deutscher Räuber im braunschweigisch-preußischen Grenzgebiet in der ersten Hälfte des 19. Jahrhunderts.

## Herkunft
Als unehelicher Sohn seiner verwitweten Mutter Johanna Elisabeth Rose wurde er in den Gerichtsakten unter dem mütterlichen Familiennamen Wallmann geführt. Der Vater ist unbekannt geblieben. Vor diesem Hintergrund blieb Carl Wallmann in der damaligen Zeit die Möglichkeit einer Berufsausbildung verwehrt.

## Leben
In den 1830er und zu Beginn der 1840er Jahre trieb Carl Wallmann, genannt Rose, im Helmstedter Raum sein Unwesen. Dabei machte er sich den nahen Verlauf der Grenze zwischen dem Herzogtum Braunschweig und der preußischen Provinz Sachsen zu Nutze, indem er sich den jeweiligen Strafverfolgungsbehörden durch eine Flucht über die Grenze entzog. Seit 1834 war er offensichtlich Führer der bereits bestehenden Bande. Der hier zusammenspielende Täterkreis hatte überwiegend ein Alter zwischen 20 und 30 Jahren und lebte unter ungünstigen sozialen und wirtschaftlichen Verhältnissen. Rose und seine Bande sind einem modernen Verbrechertypus zuzurechnen; so wurden Straßenräuberei oder Brutalität gegen Personen vermieden. An der Stelle der Gewalt war mehr List und Gewandtheit gefragt. Das Bandenmitglied Eduard Stodtmeister hatte sich als Schmiedegeselle darauf spezialisiert, sein erlerntes Handwerk einschlägig zu nutzen und auch die kompliziertesten Schlösser zu öffnen. Demnach ist Rose eigentlich nicht als ein Räuber im herkömmlichen Sinn anzusehen, sondern vielmehr als ein Anführer einer sehr „erfolgreichen“ Diebesbande.
Angesichts seiner Aufsehen erregenden Diebstähle und der Dreistigkeit seiner Taten erweckte Rose im Volk Erstaunen und Bewunderung. Das ging so weit, dass seine Taten in der Volksüberlieferung bewundernd mit jenen eines Robin Hood verglichen wurden. Die örtlichen Polizeikräfte wurden häufig mit Spottversen bedacht. Der ihm zugeschriebene Ausspruch „Den Rieken nehm ick’t, den Armen jew ick’t!“ hatte mit der Realität allerdings wenig gemeinsam. Edelmütig hat er sich selten gezeigt. Die Opfer waren zwar überwiegend wohlhabend (Gutsherren, Kaufleute, höhere Beamte), aber entgegen der landläufigen Darstellung wurden auch „kleine Leute“ nicht verschont. Auch mehrere Kircheneinbrüche waren zu verzeichnen.
Nachfolgend ein kurzer Auszug seiner umfangreichen Einbruchsserie:
- 1835 raubte die Bande die provisorische Gruft des preußischen Generalfeldmarschalls August Graf Neidhardt von Gneisenau in der Dorfkirche von Wormsdorf aus
- Weihnachten 1840 wurde ein dreister und erfolgreicher Einbruch bei einem wohlhabenden Helmstedter Braumeister durchgeführt, ohne dass die anwesenden Familienmitglieder dies bemerkten
- 1840 und 1842 wurde der Depositenkasten im Helmstedter Amtsgericht ausgeraubt
- 1841 erfolgte ein Einbruch in die Dorfkirche von Bösdorf
- 1841 entwendete er im Kloster Marienberg wertvolle Bekleidungsstücke der Vorsteherin des Damenstifts
- 1842 brach er wiederholt unbemerkt in das Helmstedter Zollhaus ein

Die Hehler waren außerhalb Helmstedts in Magdeburg, Gardelegen, Calvörde, Weferlingen und Grafhorst angesiedelt. Der Großteil der Beute wurde allerdings in Harbke bei dem Bandenmitglied und Bäckermeister Carl Bokelberg deponiert, dessen Schwester Friederike mit Rose liiert war.
Nach Denunziation im Sommer 1841 erfolgten mehrere Inhaftierungen, aber auch erfolgreiche Fluchtversuche des Räuberhauptmannes. Als Zufluchtsort diente häufig der Grenzforst Lappwald. Auf seine Ergreifung waren mittlerweile 100 Taler Belohnung ausgesetzt. Am 10. Februar 1843 wurde Rose in Harbke im Haus seiner Freundin endgültig festgenommen. Im Herbst 1845 fand vor dem Herzoglichen Obergericht in Wolfenbüttel der Prozess statt. Rose legte ein umfassendes Geständnis ab. Nicht weniger umfassend war der Prozess, denn mit ihm waren immerhin 52 Komplizen mitangeklagt, denen 126 Straftaten – überwiegend Bandendiebstähle – zur Last gelegt wurden. Am 23. Dezember 1845 wurde das Urteil verkündet. Carl Wallmann, genannt Rose, erhielt 15 Jahre Zuchthaus. Im Jahr 1848 erfolgte eine Amnestie durch den Braunschweiger Herzog Wilhelm sowie seine Abschiebung in die USA. Man bediente sich damals gern der vergleichsweise kostengünstigen Zwangsemigration nach Nordamerika, um sich unverbesserlicher Gewohnheitskrimineller zu entledigen. Die Reisekosten trug die öffentliche Hand.
Über Roses Schicksal in der Neuen Welt ist nichts weiter überliefert.
Dennoch ist eine gewisse Verehrung des Räuberhauptmann Rose in der Bevölkerung der betreffenden Region erhalten geblieben. Seine Taten wurden verklärt und schon nach kurzer Zeit rankten sich eher positive Sagen um seine kriminelle Vergangenheit.
Die Figur des Räuberhauptmannes Rose diente einige Zeit als Werbeemblem des Fremdenverkehrsverbandes Elm-Lappwald. Diese Organisation hat zudem den Räuberhauptmann-Rose-Rundwanderweg ausgewiesen.